# Al Orobah FC
Al Orobah Football Club někdy také Al Oruba (arabsky: نادي العروبة) je saúdskoarabský fotbalový klub z města Sakakah, který byl založen roku 1975. V současné době hraje druhou nejvyšší saúdskoarabskou ligu Saudi First Division. Domácí zápasy hraje na Al Oruba Club Stadium s kapacitou 8 000 míst.